# Flétrange
Flétrange település Franciaországban, Moselle megyében. Lakosainak száma 876 fő (2022. január 1.). Flétrange Bambiderstroff, Créhange, Elvange, Guinglange és Haute-Vigneulles községekkel határos.

## Népesség
A település népességének változása:
| Lakosok száma | 518  | 686  | 742  | 841  | 932  | 952  | 931  | 900  | 892  | 876  |
|               | 1968 | 1982 | 1990 | 2006 | 2013 | 2015 | 2017 | 2019 | 2020 | 2022 |